# Garai László (nádor)
Garai László (1410 – 1459 áprilisa) Magyarország nádora.

## Származása
Édesapja Garai Miklós (1366 k – 1433) nádor, nagyapja idősebb Garai Miklós (†1386) nádor volt. Édesanyja Cillei Anna (1384 – 1439) grófnő, Cillei Hermann (1360 – 1435) birodalmi gróf és Schaunbergi Anna (1358 k. – 1396) grófnő leánya.

## Élete
László 1447-től viselte a nádori tisztséget. Mellette, pedig a leghűségesebb bizalmasa, osztopáni Perneszy Pál mester töltötte be az alnádori tisztséget 1447 és 1460 között. 1458-ban Szilágyi Mihály és húga, Szilágyi Erzsébet megegyezett Garaiékkal, hogy az ekkor még prágai fogságban levő Mátyás feleségül veszi Garai Annát és így megszerzi a Garaiak támogatását. A házasság azonban nem jött létre, mivel Mátyás csak úgy szabadulhatott fogságából ha megígérte az őt fogva tartó Podjebrád Györgynek, hogy elveszi lányát, az ekkor 9 éves Katalint. Miután Hunyadi Mátyás hazaérkezett, hamarosan elmozdította hivatalából Garait. Garai ezután szövetséget kötött az unokaöccsében szintén csalódott Szilágyi Mihállyal és Újlaki Miklóssal, és III. Frigyes német-római császárt hívták meg a magyar trónra. A szervezkedést Mátyás hamar elfojtotta. Garai László ezt már nem érte meg, még a felkelés leverése előtt meghalt. Később özvegye békét kötött Mátyással és fia nevében megtarthatta birtokaikat. A nádori tisztségben utóda Guthi Országh Mihály lett.

## Házassága, gyermekei
László felesége Alexandra tescheni hercegnő (1412 – 1463), I. Boleszlávnak (1363 – 1431) Teschen hercegének és Mazóviai Eufémiának (1395/98 – 1447) leánya. Két gyermekük ismert:
- Garai Anna (1440 körül - 1457 után) akit Hunyadi Lászlóval jegyeztek el, de ez a házasság sem jött létre, Hunyadit pedig kivégezték.[4] Férjhez ment Héderváry Imréhez, macsói bánhoz.
- Garai Jób (1447 - 1481) családja utolsó férfi tagja, akinek a halála után a Garai birtokokat Corvin János kapta meg, felesége Nekcsei Fruzsina.